# Sender Pic de Nore
Der Sender Pic de Nore ist ein Rundfunksender für UKW-Radio und Fernsehen auf dem Gipfel des gleichnamigen Berges in der Gemeinde Pradelles-Cabardès im Département Aude in Südfrankreich.
Er verwendet als Antennenträger einen 102 Meter hohen Stahlbetonturm. Dieser Turm wurde als Ersatz für einen Sendeturm aus Stahlbeton errichtet, dessen Spitze am 2. Dezember 1976 durch einen Sturm abgerissen wurde. Der Stumpf des alten Turmes, der im Unterschied zum neuen Turm aus dem Sendegebäude herausragte, existiert noch heute und wird für Mobilfunkzwecke genutzt.

## Frequenzen und Programme

### Analoger Hörfunk (UKW)
| Frequenz (MHz) | Programm       | RDS PS   | RDS PI | ERP (kW) | Antennendiagramm rund (ND)/gerichtet (D) | Polarisation horizontal (H)/vertikal (V) |
| -------------- | -------------- | -------- | ------ | -------- | ---------------------------------------- | ---------------------------------------- |
| 88,3           | France Inter   | __INTER_ | F201   | 80       | ND                                       | H                                        |
| 90,9           | France Musique | MUSIQUE_ | F203   | 80       | ND                                       | H                                        |
| 96,5           | France Culture | CULTURE_ | F202   | 80       | ND                                       | H                                        |
| 104,7          | Sud Radio      | SUDRADIO | F650   | 80       | D (120–240°)                             | V                                        |

### Analoges Fernsehen (SECAM)
Vor der Umstellung auf DVB-T diente der Sendestandort außerdem für analoges Fernsehen (SECAM).
| Kanal | Frequenz (MHz) | Programm               | ERP (kW) | Sendediagramm rund (ND)/ gerichtet (D) | Polarisation horizontal (H)/ vertikal (V) |
| ----- | -------------- | ---------------------- | -------- | -------------------------------------- | ----------------------------------------- |
| 3     | 60,50          | Canal+                 | 100      | ND                                     | V                                         |
| 43    | 647,25         | M6                     | 56       | ND                                     | H                                         |
| 46    | 671,25         | France 5 / arte        | 56       | ND                                     | H                                         |
| 58    | 767,25         | France 2               | 160      | ND                                     | H                                         |
| 61    | 791,25         | France 3 Südfrankreich | 160      | ND                                     | H                                         |
| 64    | 815,25         | TF1                    | 160      | ND                                     | H                                         |
| 66    | 831,25         | France 3 Südfrankreich | 205      | ND                                     | H                                         |